# レイモンド・ロウハウアー
レイモンド・ロウハウアー（Raymond Rohauer, 1924年 - 1987年11月10日）は、アメリカ合衆国の映画コレクター、配給業者。サイレント映画の珍品作品発掘や名作の復権に貢献し、その活動は「伝説的」とも評された。

## 人物
レイモンド・ロウハウアーの生涯のうち、特に1942年ごろまでのことについては断片的にしかわかっていない。ロウハウアーは1924年にニューヨーク州バッファローで生まれる。正確な誕生日に関しては不明。映画にのめりこんで16歳のときか1942年にカリフォルニア州に引っ越し、ロサンゼルス・シティー・カレッジで学ぶ。1947年には実験映画 "Whirlpool" を製作するも成功作とはならなかった。このころからロウハウアーは映画とのかかわり方を変える。1950年にコロネット・シアターで映画の展覧会を開催し、以降は忘れ去られていた作品の発掘の収集と紹介に活動を移していく。
1954年、ロウハウアーは往年の大喜劇人バスター・キートンの知遇を得て、ほかの支援者とともに当時忘れ去られていたキートン作品のリバイバル上映に力を尽くす。ロウハウアーらの活動が実ってキートンへの再評価が高まることとなり、1960年代にヨーロッパやアメリカでキートンをはじめとするサイレント・コメディの映画祭がいくつか開かれるきっかけを作った。ロウハウアーが収集したキートンの作品や記念品は、1989年にオハイオ州コロンバスにあるバスター・キートン・アーカイブの中核をなした。1979年のインタビューでロウハウアーはキートンの魅力について、「我々はそうではないが、（キートンは）幻想の世界に住んでいる」と述べている。
キートンとの邂逅の1年前にあたる1953年には、キートンと並ぶ喜劇界の巨人チャールズ・チャップリンとの関わりも持った。もっとも、チャップリン本人は1952年に赤狩り旋風によってアメリカを追われている。ロウハウアーがこの時かかわりを持ったのは、チャップリンが作品の制作過程でボツにしたNGフィルムの数々であった。当初約400巻もあったNGフィルムの中には、これまで明らかにされていなかったチャップリンの創造過程の秘密がたくさん詰まっていた。ロウハウアーは後年に膨大なNGフィルムをヨーロッパに移送し、チャップリンのNGフィルムは現在、英国映画協会に収蔵されて作品研究に活用されている。1983年にイギリスのテムズ・テレビジョンが製作したドキュメンタリー番組 "Unknown Chaplin" は、ロウハウアーのコレクションから選り抜かれたNGフィルムが中核を構成している。ただし、ロウハウアーは1963年にNGフィルムのいくつかを自らつぎはぎして編集したフィルムを私家版『黄金狂時代』として配給し、チャップリン側から訴えられたことがある。
ロウハウアーのコレクションはキートン、チャップリンにとどまらない。75年の映画の歴史で紡ぎだされた諸作品のうち、およそ1万もの作品を所有しており、そのラインナップもマック・セネットの喜劇やドイツの古典作品、ルドルフ・ヴァレンティノ、ハリー・ラングドン、ダグラス・フェアバンクスらの主演作品、その他珍品など多岐にわたった。ロウハウアーは上述のチャップリンを含め、権利をめぐる争いにいくつか巻き込まれもしたが、忘れ去られていた多くのサイレント映画のリバイバルに大いに貢献したのは確かである。D・W・グリフィスの大作『國民の創生』（1915年）についても法廷闘争が繰り広げられ、その過程でロウハウアーが配給したサイレント作品のほとんどがパブリックドメインになっていたことが判明した。1960年後半からは、ニューヨークでサイレント映画に関するドキュメンタリーの製作にかかわった。
1987年11月10日、レイモンド・ロウハウアーはマンハッタンのセント・レイク＝ルーズベルト医療センターで心臓発作に伴う合併症のため、63歳で急逝した。